# Ramet (Flémalle)

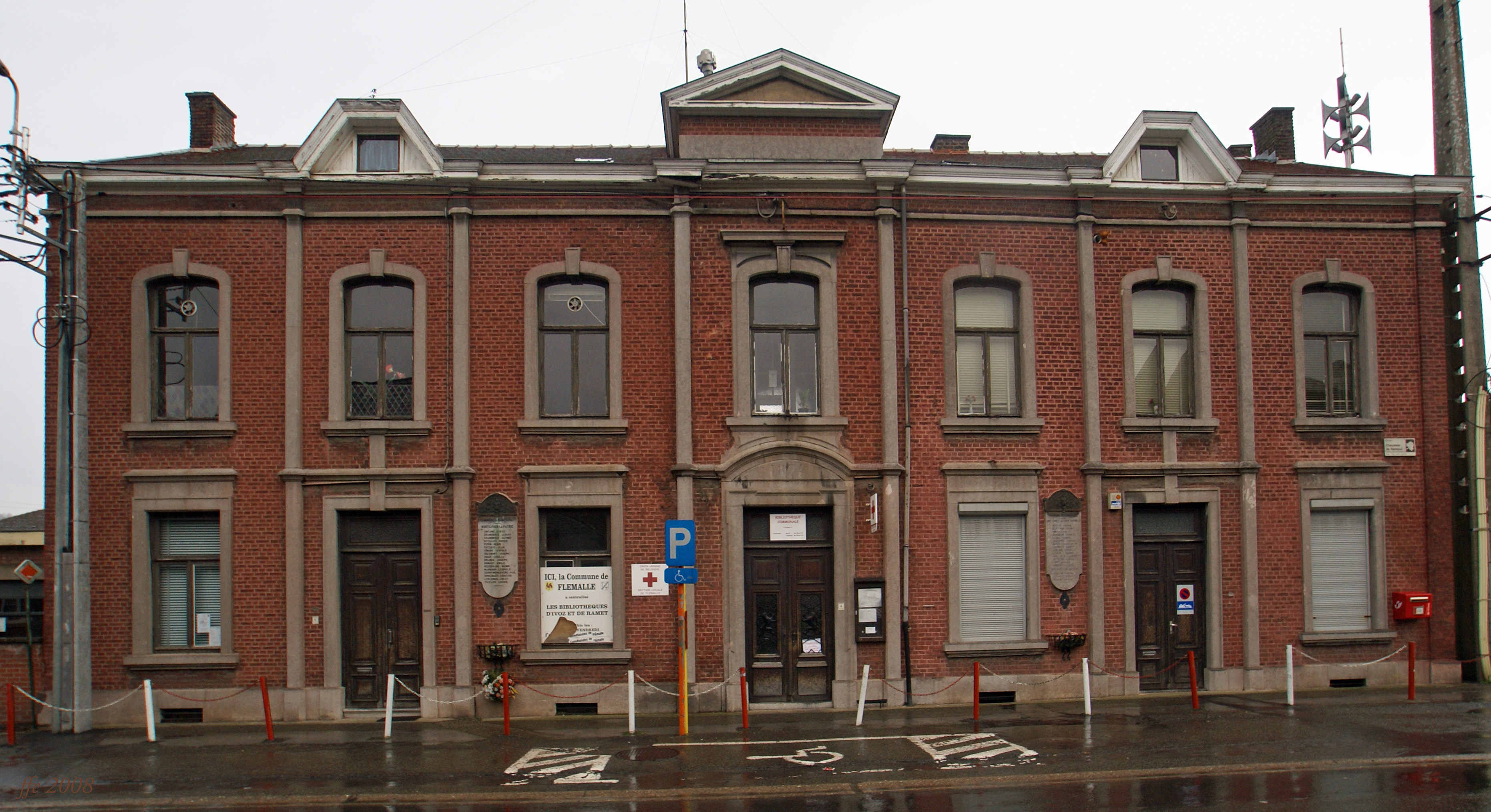
voormalig gemeentehuis in Ramet

Ramet is een plaats in de tot de Luikse gemeente Flémalle behorende deelgemeente Ivoz-Ramet.

## Geschiedenis
Ramet was een zelfstandige heerlijkheid die in bezit was van de Bisschoppelijke tafel van het Prinsbisdom Luik maar waar feodale heren zetelden. Een van hen liet een kasteel bouwen dat later eigendom werd van de Waroux. Uiteindelijk werd de heerlijkheid eigendom van het Sint-Pauluskapittel te Luik.

## Bezienswaardigheden

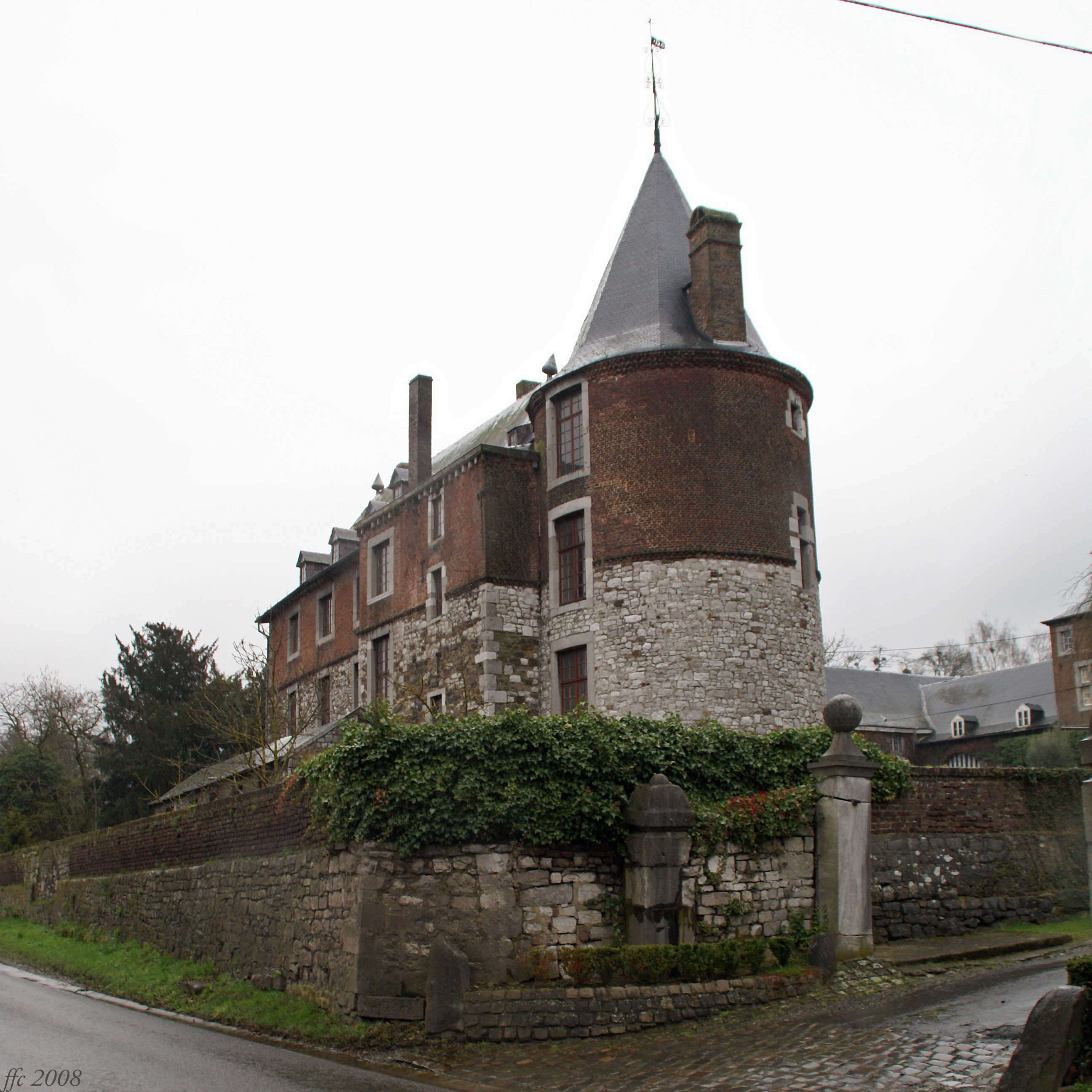
kasteel van Ramet

- De Sint-Petrus-en-Pauluskerk (Église Saints-Pierre-et-Paul) is een 18e-eeuws kerkgebouw. In 1860 werd een transept toegevoegd.
- Het Kasteel van Ramet (Château de Ramet) heeft voornamelijk 18e-eeuwse gebouwen. Merkwaardig is dat de neerhof hoger ligt dan het eigenlijke kasteel.

## Natuur en landschap
Ramet ligt aan de Maas. Tussen de plaats en de rivier liggen staalfabrieken. De hoogte aan de kerk bedraagt 84 meter. De zuidelijke helling van het Maasdal is bosrijk.

## Nabijgelegen kernen
Ramioul, Ivoz, Neuville-en-Condroz